# Moscone Center

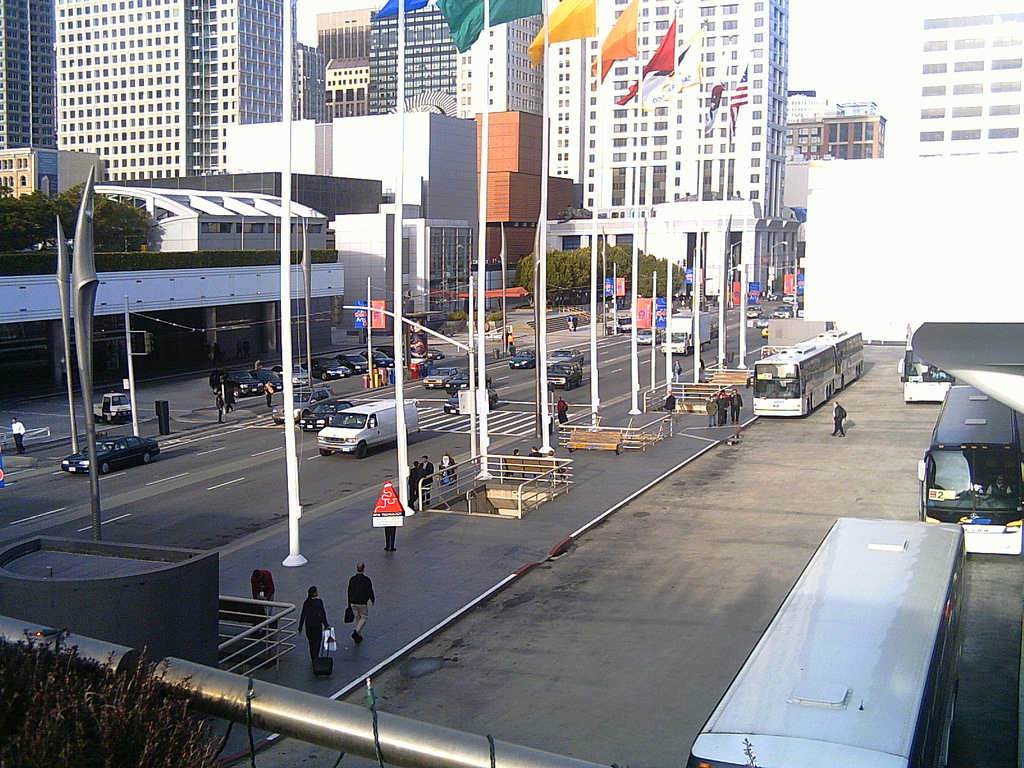
Bandiere del Moscone Center

Il Moscone Center (IPA: /mɒsˈkoʊni/) (in italiano: Centro Moscone) è il più grande complesso per congressi e mostre di San Francisco, in California (Stati Uniti). 

## Descrizione
È composto da tre sale principali: due sotto i giardini Yerba Buena Gardens conosciute come "Moscone North" (Moscone Nord) e "Moscone South" (Moscone Sud) e una al terzo piano, chiamata "Moscone West" (Moscone ovest) lungo la 4° strada.
Fu costruito nel 1981 dagli architetti Hellmuth, Obata & Kassabaum come un'unica singola sala (la Moscone South) e nominato così dopo la morte dell'ex sindaco di San Francisco George Moscone che fu assassinato nel novembre del 1978.

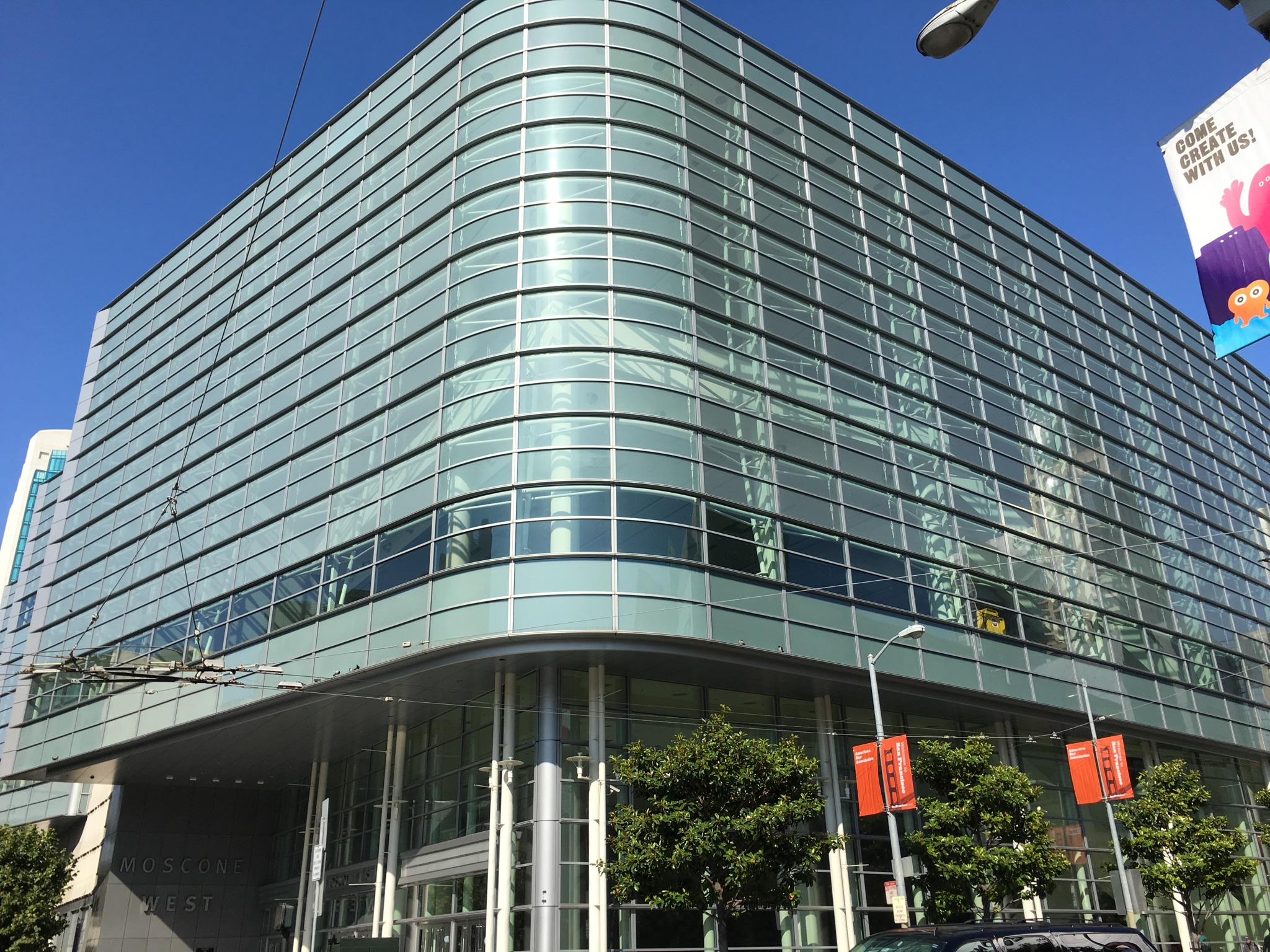
La facciata del Moscone Center

È stato il luogo, fino al 2016, dove Apple teneva l'annuale conferenza per mostrare agli sviluppatori nuovi prodotti e nuove tecnologie, chiamata WWDC.